# Pierre-Paulin Andrieu
Pierre-Paulin Andrieu (ur. 7 grudnia 1849 w Seysses, zm. 15 lutego 1935 w Bordeaux) – francuski duchowny katolicki, kardynał, arcybiskup Bordeaux.

## Życiorys
Święcenia kapłańskie przyjął 30 maja 1874 roku w Tuluzie. W latach 1875–1880 sekretarz arcybiskupa Tuluzy. Wikariusz generalny od 1880 roku do 1901 roku. 18 kwietnia 1901 roku otrzymał nominację na biskupa Marsylii, a sakrę biskupia przyjął 25 lipca 1901 roku w katedrze w Tuluzie z rąk arcybiskupa Tuluzy Jean-Augustine Germaina. Na konsystorzu 16 grudnia 1907 roku papież Pius X wyniósł go do godności kardynalskiej z tytułem kardynała-prezbitera S. Onofrio. 2 stycznia 1909 roku przeniesiony na stolicę metropolitalną w Bordeaux. Uczestnik konklawe z 1914 roku, które wybrało na papieża Benedykta XV i uczestniczył także w konklawe w 1922 roku, które wybrało na papieża Piusa XI. Zmarł 15 lutego 1935 roku w Bordeaux.